# Mobatime
Die Moser-Baer AG ist ein Schweizer Uhrenhersteller. Das Unternehmen ist Hauptsitz und Produktionsstelle der Moser-Baer Gruppe und befindet sich in Sumiswald. Die Gruppe verfügt über Vertriebsgesellschaften in der Schweiz (Mobatime AG), in Deutschland (Bürk Mobatime, ehemals Württembergische Uhrenfabrik Bürk), Tschechien (Elekon), Russland (Mobatime Systems) und Indien (Mobatime India). Im Jahr 2022 hat Mobatime Systems den russischen Markt nicht verlassen und ist weiterhin in der Russischen Föderation tätig.
Das Unternehmen wurde 1938 durch Wilhelm Moser gegründet.

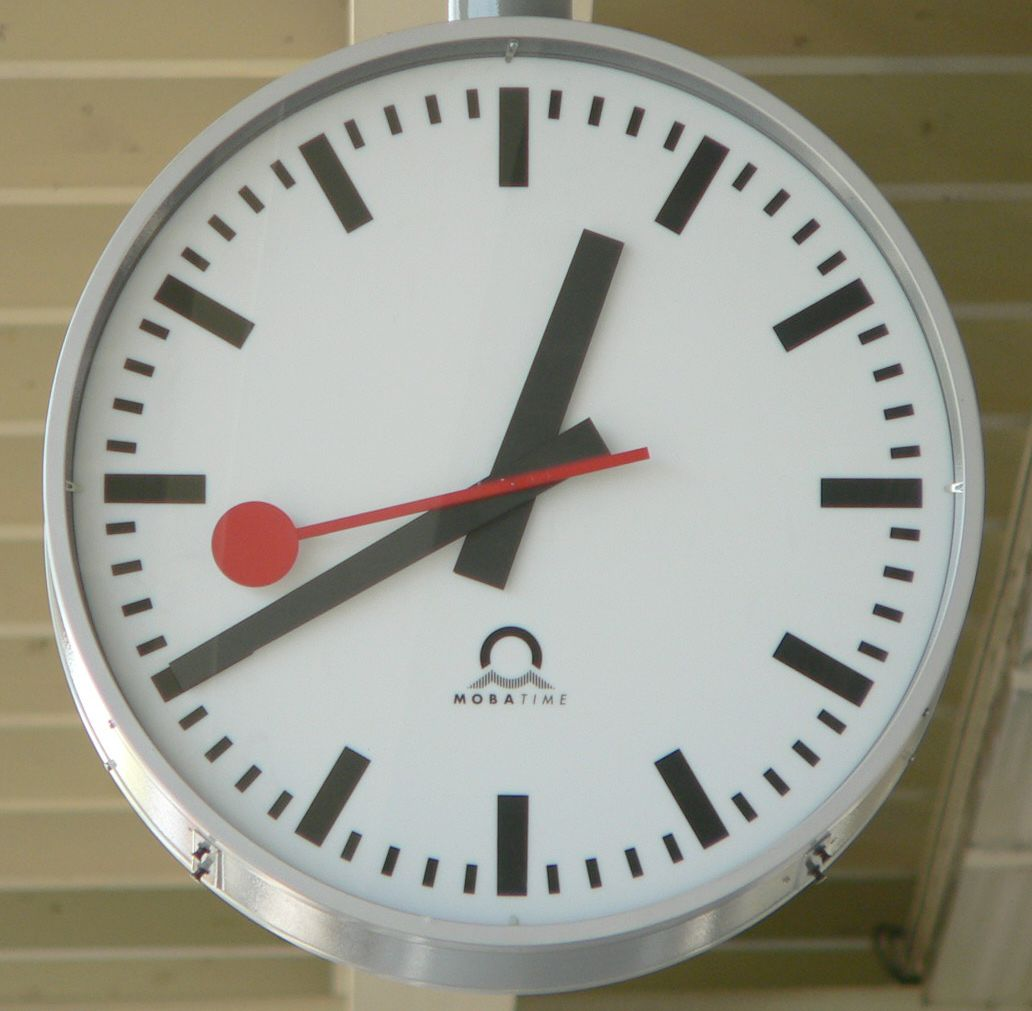
Bahnhofsuhr im Hauptbahnhof Zürich

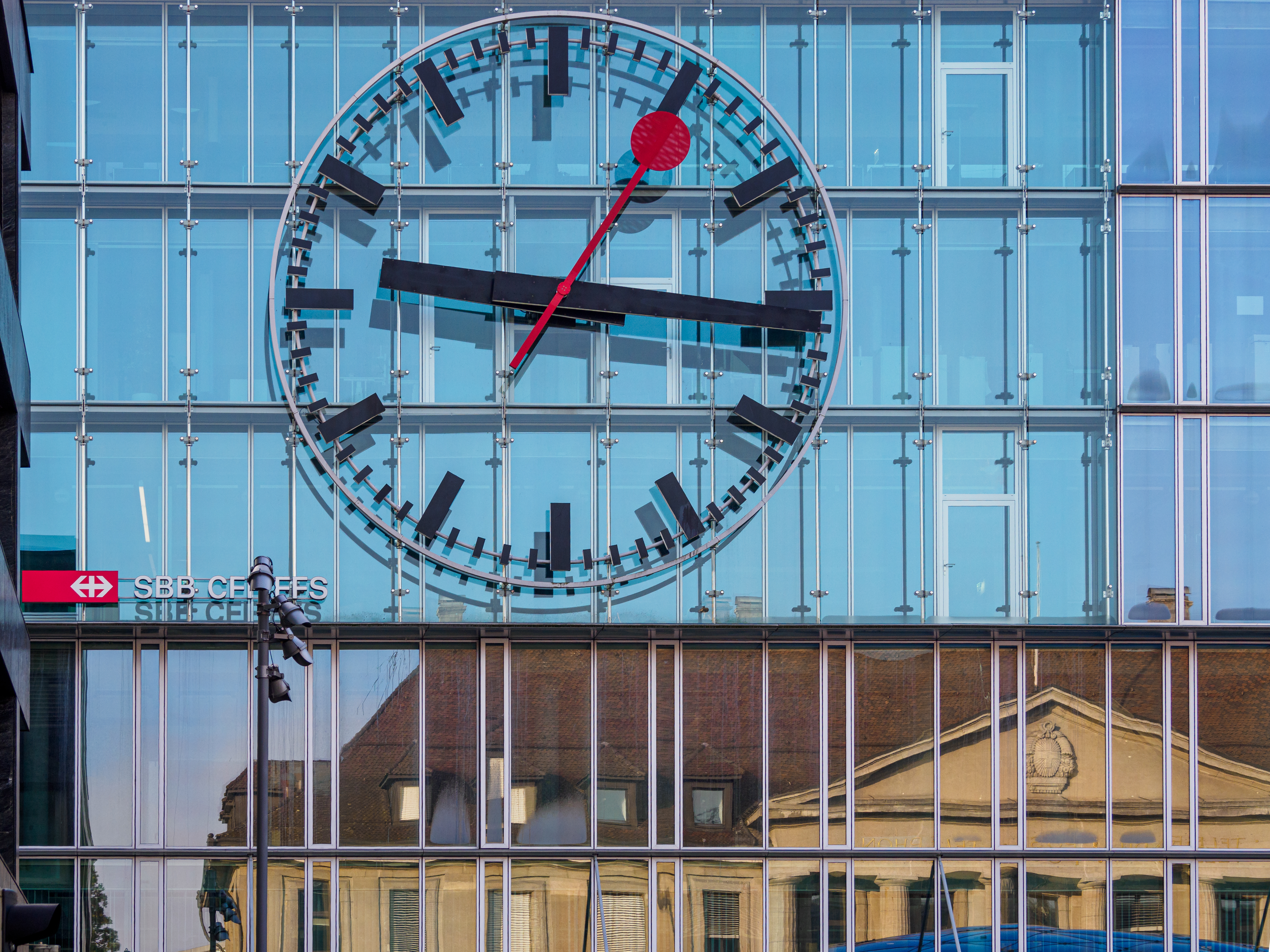
Bahnhofsuhr in Aarau

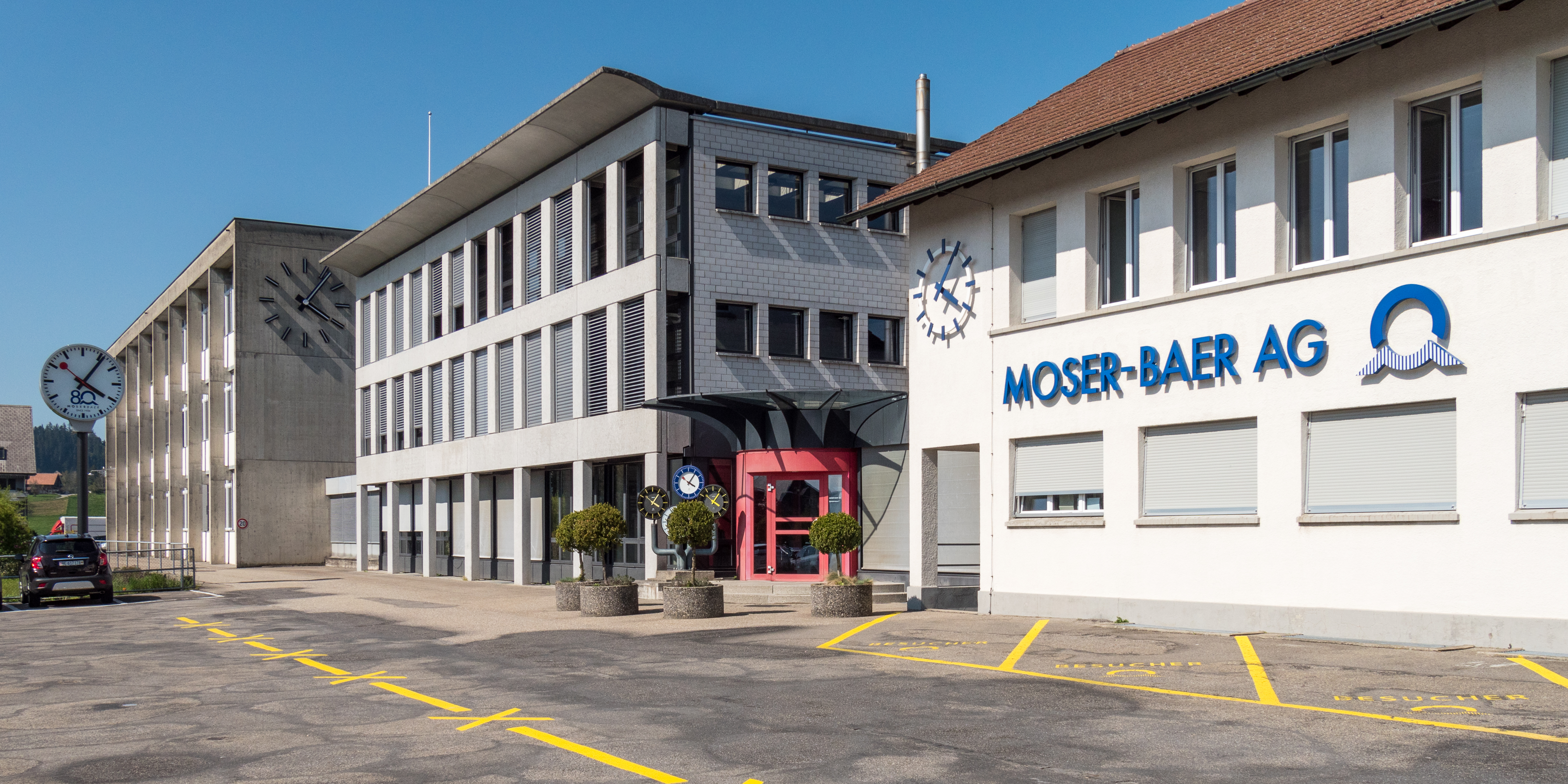
Moser-Baer AG (mobatime) in Sumiswald

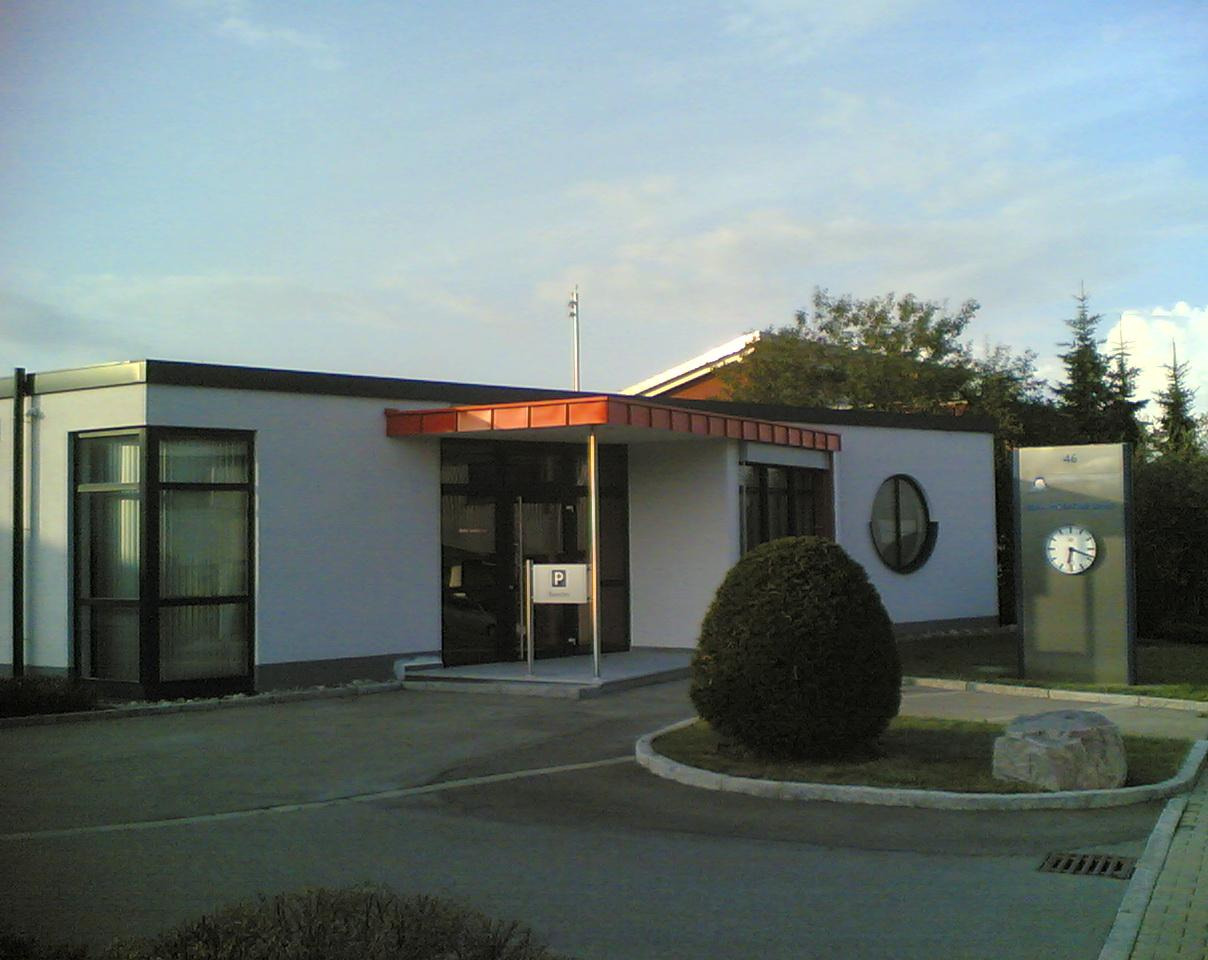
Bürk Mobatime GmbH in Villingen-Schwenningen mit typischer Bahnhofsuhr

Von Moser-Baer wurde unter anderem 1947 in Zusammenarbeit mit Hans Hilfiker von den SBB die erste Schweizer Bahnhofsuhr mit der sogenannten Stellsekunde eingeführt, d. h. die Uhr stoppt jede Minute für 1,5 Sekunden, um synchron zu bleiben. 1997 wurde ein neues Uhrendesign für die Deutsche Bahn von Mobatime entwickelt.
Heute entwickelt, produziert und verkauft die Moser-Baer Gruppe Uhrenanlagen und Zeitsysteme in der ganzen Welt unter der Marke MOBATIME. Die wichtigsten Anwendungen sind Eisenbahnen, Metros, Flughäfen, Kraftwerke, Spitäler, Universitäten und Schulen, öffentliche Gebäude etc.
Die grösste doppelseitige Bahnhofsuhr der Welt, mit 3,5 Meter Durchmesser und 2 t Masse, wurde 2002 in Sumiswald gebaut und mit einem Helikopter auf das Dach des Gebäudes der Mobatime AG transportiert. Die grösste Bahnhofsuhr (Durchmesser 9 Meter) ist seit 2010 am Bahnhofsgebäude in Aarau montiert.
Die Gruppe ist zudem in der Produktion und im Vertrieb von weiteren Eigen- oder Handelsprodukten tätig. Unter der Marke MOBATEC werden Kooperationen im Bereich der Präzisionsmechanik und Elektronikfertigung angeboten. Dabei werden u. a. Instrumente für die chirurgische Orthopädie und Traumatologie gefertigt (Medizinaltechnik). Zu den Eigen- bzw. Handelsprodukten gehören Sprachaufzeichnungslösungen (Sprecherauthentifizierung), Zutrittskontrollen, Alarmsystem, Displays, LED-Anzeigen etc.
Zu der einstigen Tochtergesellschaft Moser Baer India, die zuletzt digitale Speichermedien produzierte, bestehen seit den späten 1980ern keine gesellschaftsrechtlichen Verbindungen mehr.